# Neuilly (Yonne)
Neuilly korábbi község (település) Franciaországban, Saône-et-Loire megyében. 2016. január 1-jén Guerchy, Laduz és Villemer községgel egyesült és Valravillon új község része lett.
Lakosainak száma 442 fő (2018. január 1.). Neuilly Champlay, Guerchy, Branches, Épineau-les-Voves, Senan és Villemer községekkel határos.

## Népesség
A település népességének változása:
| Lakosok száma | 413  | 365  | 347  | 373  | 376  | 434  | 448  | 465  | 481  | 442  |
|               | 1962 | 1968 | 1975 | 1982 | 1990 | 2008 | 2013 | 2015 | 2017 | 2018 |